# Júlio Marcondes Salgado
Júlio Marcondes César Salgado (Pindamonhangaba,1 de julho de 1890 —  São Paulo, 23 de julho de 1932) foi um oficial militar e comandante geral da Força Pública do Estado de São Paulo, atual Polícia Militar do Estado de São Paulo, durante a Revolução Constitucionalista de 1932.

## Biografia

### Início
Júlio Marcondes César Salgado nasceu em 1º de Julho de 1890, na cidade de Pindamonhangaba, filho de Victoriano Clementino Salgado e de Anna Euphrosina Marcondes do Amaral Salgado. Era irmão de Sérgio, Luiz, Joaquim, Francisco, Euclydia ,Francisca Marcondes Salgado e Eneias Marcondes Salgado.
A família Marcondes tinha tradição no serviço público e militar já naquela época. Entre as pessoas mais destacadas naquela família, está o coronel Marcondes de Oliveira Melo, que foi o 1º Barão de Pindamonhangaba e o comandante da Guarda de Honra do Príncipe Dom Pedro, por ocasião do Grito do Ipiranga. Outro destaque na família Marcondes é o Conselheiro Barão Homem de Melo, que figurava no 2º Império como Ministro, Presidente de várias províncias e grande historiador.
A família Salgado também foi outra que figurou na monarquia e deu a São Paulo homens como Antonio Salgado da Silva (o Visconde de Palmeiras), Inácio Bicudo de Siqueira Salgado (o Barão de Itapeva) e Benedito Corrêa Salgado, companheiro do Barão de Pindamonhangaba na jornada épica, cheia de glórias, de 7 de Setembro.
Na velha Jambeiro, de propriedade de seus pais, o então jovem Júlio viveu uma infância feliz. No cavalo “Castanho”, sua montada favorita, ia da fazenda a Pindamonhangaba, ou corria as matas da fazenda, já se prenunciando o futuro cavaleiro que seria nas competições hípicas e à frente da Força Pública de São Paulo.
No Grupo Escolar de Pindamonhangaba, recebeu as primeiras letras. Já havia cursado o 2º ano, quando a adversidade bateu à sua porta: o falecimento da sua extremosa mãe.

### Carreira militar
A 26 de Junho de 1907, aos 16 anos, alistou-se como simples soldado no Corpo de Cavalaria da Força Pública do Estado de São Paulo. Naquela instituição, cursou o Pelotão de Alunos Cabos, obtendo a sua primeira promoção, a Anspeçada, em 1º de Agosto de 1908.

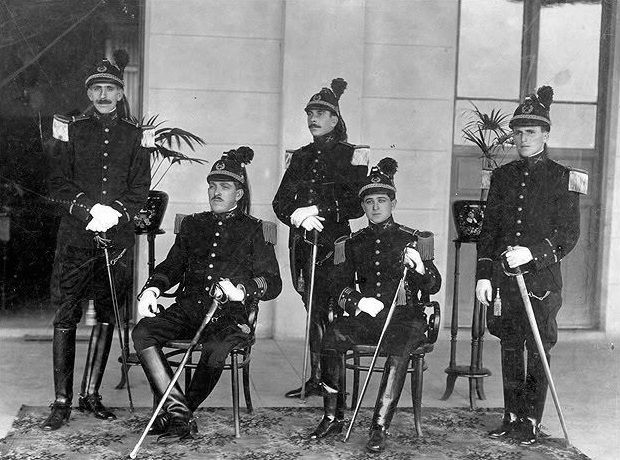
Em 1915, o então alferes Júlio Marcondes Salgado (o primeiro à direita).

A 19 de Maio de 1911 foi promovido a 2º sargento, por merecimento. Naquele ano contraiu matrimônio com Ophélia Acritelli, descendente de tradicional família de Santa Branca.
Em 4 de dezembro de 1913, almejando o oficialato, ingressou na recém-inaugurada Escola de Oficiais da Força Pública, diplomando-se em fevereiro de 1915. Ainda naquele ano entrou definitivamente para o oficialato da corporação, na qualidade de alferes. Em 1916, foi promovido a 2º tenente quartel-mestre. Em 1918 foi promovido a 1º tenente, por estudos. Em 1922 foi agraciado com a “Cruz de Cavaleiro da Ordem de Leopoldo II” concedido por Sua Majestade o Rei Alberto da Bélgica, quando em visita a São Paulo. A honraria também foi atribuída naquela ocasião ao então capitão da cavalaria da Força Pública, Azarias Silva, outro destacado oficial da cavalaria da corporação.
Em 18 de março de 1924 foi promovido ao posto de capitão, por antiguidade. Ainda naquele ano demonstrou o seu valor militar, já demonstrado ostensivamente nos momentos de paz, quando a 5 de julho foi deflagrada na capital paulista a Revolução de 1924, insurreição militar que visava um golpe de estado no país, começando pela tomada de controle do Estado de São Paulo. Com convicções profundamente legalistas, o então capitão tomou parte das tropas governistas em defesa da Presidência Estadual, então chefiada por Carlos de Campos. Junto às hostes fiéis ao Governo Legal, assumiu durante a peleja vários comandos que o consagraram verdadeiro condutor de tropa, demonstrando em todos os instantes da luta incruenta, valor indômito e bravura desdobrada.
Em 1925 tomou parte no assalto à Estação do Norte e à Usina da Light da Rua Paula Souza, em poder dos insurretos. Em 1925, na perseguição à Coluna Prestes-Miguel Costa, comandando uma Cia do 3º Batalhão de Infantaria, venceu o combate de Iacanga, no oeste paulista, capturando quase todos os inimigos. Em 6 de novembro daquele ano recebeu por esse feito a "Medalha da Legalidade" e a promoção, também por merecimento e bravura, a major. Em 14 de Maio de 1927 foi condecorado com a "Medalha de Mérito Militar", em bronze. Em 1º de junho do mesmo ano foi promovido ao posto de tenente-coronel, sendo classificado para o Comando do Regimento de Cavalaria.
Era um destacado esportista, tendo sido campeão paulista de Polo e Esgrima, além de exímio cavaleiro. Conquistou em 25 de Novembro de 1929 o 1º lugar no Campeonato Brasileiro – Prova Presidente da República – Washington Luiz Pereira de Souza, saltando com o cavalo "Boemio" a 1 metro e 85 centímetros de altura. Em 19 de Janeiro de 1930 recebeu a "Medalha de Cultura Física".

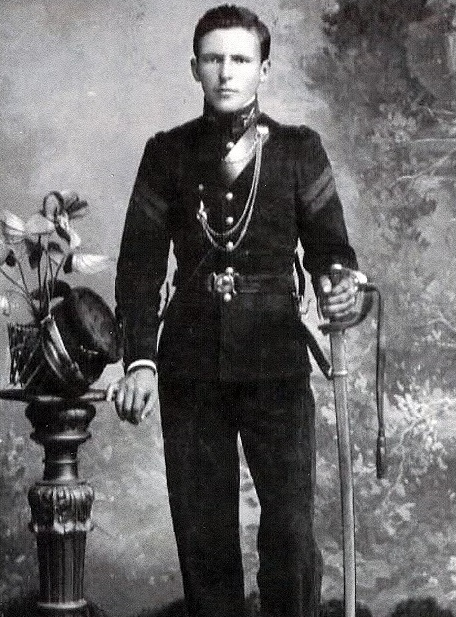
Registro do jovem oficial na década de 1920.

Na Revolução de 1930, à frente do Regimento de Cavalaria, combateu os rebeldes em defesa do Governo do Estado. Com a deposição no Rio de Janeiro do Presidente da República, Washington Luiz, a Força Pública do Estado de São Paulo sustou a resistência aos revolucionários, acatando as determinações da Junta Governativa Provisória de 1930 que em 24 de outubro daquele ano depôs a Presidência da República e assumiu a Chefia do Governo Federal. Ainda naquele dia, assinou junto com outros oficiais da corporação, incluindo o seu comandante geral, uma nota publicada à imprensa informando a posição da corporação diante daquela nova conjuntura política e militar. Apesar de ter combatido a revolução, permaneceu em postos de confiança na corporação.
Em 28 de abril de 1931 foi preso junto a cerca de 200 oficiais e praças do Exército e da Força Pública como José Teófilo Ramos, Antônio Pietscher, Christiano Klingelhoefer, Romão Gomes e Reinaldo Saldanha da Gama, sofrendo também outras punições disciplinares por conta de sua participação em um levante militar ocorrido em São Paulo, denominado mais tarde de "abrilada". Naquela data, lideranças políticas ligadas ao Partido Democrático e militares da Força Pública de São Paulo e do Exército liderados pelo comandante geral da Força Pública, o coronel Joviniano Brandão, empreenderam um movimento sedicioso para destituir o interventor militar João Alberto Lins de Barros e o seu secretário de segurança pública, o general Miguel Costa. Apesar de logo sufocado, esse levante explicitou a crise política e militar instaurada em São Paulo após a Revolução de 1930, além da própria divisão política dentro da Força Pública, entre os apoiadores de Getúlio Vargas representados pelo general Miguel Costa, e os seus opositores.
Em 1931 comandou o 4º Batalhão de Caçadores, hoje sediado em Baurú. Naquele ano também comandou o 5º Batalhão de Caçadores, hoje com sede em Taubaté. Pelo Decreto nº 31.766, de 28 de Junho de 1990 o 5º Batalhão de Polícia Militar do Interior (5º BPM/I) ficou denominado “General Júlio Marcondes Salgado” em sua memória.
Em 23 de Maio de 1932 Waldemar Ferreira ao assumir a Secretaria da Justiça e da Segurança Pública, teve como seu primeiro ato a indicação ao Interventor Federal do Estado de São Paulo, o Governador Pedro de Toledo, do nome do então tenente-coronel Júlio Marcondes Salgado para o Comando Interino da Força Pública do Estado. Em 25 de Maio foi promovido a coronel e efetivado para o mesmo cargo em 17 de junho daquele ano. Foi substituído no comando do Regimento de Cavalaria pelo tenente-coronel Azarias Silva.
Foi um dos líderes articuladores e mentor militar da Revolução Constitucionalista de 1932. Com a deflagração do movimento revolucionário no dia 9 de julho de 1932, o então Comandante Geral da Força Pública de São Paulo publicou a seguinte nota a imprensa:
| “ | PAULISTAS — Na mais vibrante manifestação do civismo, na mais pujante prova de amor ao Brasil e a São Paulo, na mais heróica atitude de adnegação e renúncia, na madrugada de hoje, o Exército, a Fôrça Pública e o povo de São Paulo lançaram aos quatro ventos da terra bandeirante o grito de revolta pela Pátria redimida. Na primeira arrancada, a vitória foi imponente. Tôdas as unidades da 2ª Região Militar de todo o Estado e Fôrça Pública coesa, ampararam o primeiro impulso da estupenda mocidade de Piratininga. Hoje em São Paulo, amparada pelas armas e pela vontade indomável da população paulista, a idéia reivindicadora não poderá mais sofre os vesgos imperativos de uma ditadura de anarquia e descrédito para o Brasil. A República, que naufragava, está, nesta hora bendita, salva. Paulistas! Para diante! Continuai a cruzada redentora! O nosso sangue não valerá tanto como a glória de tombardes por São Paulo e pelo Brasil. | ” |

Contudo, na manhã do dia 23 de julho de 1932, o coronel Júlio Marcondes Salgado veio a falecer após ser ferido mortalmente em um acidente com um protótipo de morteiro durante testes, na região de Santo Amaro. Em uma das demonstrações, a carga explosiva que deveria ser projetada ficou presa ao tubo de lançamento e, com a explosão, os estilhaços atingiram o coronel Salgado, seccionando-lhe a carótida. Também foi morto nesse acidente o major da Força Pública José Marcelino da Fonseca (um dos criadores do artefato) e ferindo sem gravidade o General Bertoldo Klinger, então Comandante Supremo do Exército Constitucionalista na Revolução.
Seus restos mortais foram transladados para o Monumento e Mausoléu ao Soldado Constitucionalista de 1932, sediado na capital paulista.

### Homenagens
O Governador Constitucional do Estado de São Paulo, Pedro de Toledo, prestou-lhe sua última homenagem, promovendo-o ao posto de General da Força Pública, pelo Decreto nº 5.602, de 23 de Julho de 1932, na mesma data de seu falecimento, classificando-o como lídimo paladino da Constitucionalização do País.
O 5º Batalhão de Policia Militar do Interior (5º BPM/I) do Estado de São Paulo passou a ser denominado por General Júlio Marcondes Salgado com o Decreto nº 31.766, de 28 julho de 1990, do Governador Orestes Quércia. É considerado “Unidade Mãe” das Organizações Policiais Militares sediadas no Vale do Paraíba.
Em São Paulo, há a Escola Municipal Gen. Júlio Marcondes Salgado, no bairro Parque Edu Chaves, Zona Norte, e a rua Gen. Júlio Marcondes Salgado no bairro Barra Funda, denominados por lei em sua memória. Na cidade de Taubaté, sede do 5º BPM/I, há a corrida "General Marcondes Salgado" criada em 1985, homenageando o comandante pindamonhangabense. No Estado, ainda há o município General Salgado nomeado em sua homenagem.
Em Pindamonhangaba, a sua cidade natal, foi homenageado com a denominação de uma a rua que tem início na Praça Barão do Rio Branco (Largo São José) até o seu final, já no bairro de Sant’Ana. Em Taubaté também é lembrado com uma praça denominada em sua homenagem.